# Les Pugh
Leslie Ellsworth Pugh, detto Les (Butler, 18 settembre 1922 – Franklin, 25 febbraio 1979), è stato un cestista statunitense, professionista nella BAA e nella NBA.